# Юдит Унгарска
Юдит Мария Унгарска или Юдит Швабска (на унгарски: Sváb Judit, на полски: Judyta Szwabska, на немски: Judith von Ungarn, Judith-Sophie, Judith-Maria; * лятото 1054, вероятно в Гослар; † 14 март 1092/1096) от Салическата династия, e кралица на Унгария (1063 – 1074) и чрез втори брак херцогиня на Полша (с името София) от 1088 до 1102 г.

## Произход
Тя е най-малката дъщеря на император Хайнрих III и втората му съпруга Агнес от Поату, дъщеря на Вилхелм V, херцог на Аквитания и граф на Поату. Сестра е на император Хайнрих IV.

## Кралица на Унгария и херцогиня на Полша
През 1058 г. в рамките на мирен договор тя е сгодена за унгарския престолонаследник и съкрал Шаламон от род Арпади. През 1060 г. двамата трябва да избягат от Унгария заради конфликти за последничеството на короната с брата на Шаломон. Те се връщат с немска помощ през 1063 г. и се женят между 1063 и 1066 г. През 1074 г. Саломон е свален, след което Юдит живее от май или юли 1074 до 1088 г. с малки прекъсвания в Регенсбург.
Около 1087 г. Шаламон умира, Юдит се омъжва отново по политически причини през 1088 г. за херцог Владислав I Херман от Полша от род Пясти.
Юдит умира на 14 март вероятно между 1092 и 1096 г.

## Деца
Юдит има четири дъщери.
От първия брак:
- София (* ок. 1070; † ок. 26 юни 1110), ∞ граф Попо I фон Берг-Шелклинген († ок. 11 юли 1110)

От втория брак:
- Агнес (1090 – 1125), абатиса на Гандерсхайм и Кведлинбург
- Аделхайд (1090 – 1125), ∞ Диполд III фон Фобург (1075 – 1146), маркграф фон Хам и Фобург
- дъщеря, ∞ Ярослав княз на Владимир